# イメージカプセル
イメージカプセルは、1980年代後半ごろにあったワーナー・パイオニア（当時）のアニメ部門のシリーズ名。正式なレーベルにはなっておらず、レーベルよりも小さな、プロジェクトの位置づけになっていた。

## 発足までの経緯
それまでワーナー・パイオニアは、アニメ分野ではそれほどメジャーな存在ではなかったが、1983年放送のアニメ『銀河漂流バイファム』の音楽を担当するに際し、これらの新譜情報などを載せた情報紙『バイファムニュース』（略称「VN」）をほぼ月刊で発行し始めた。編集長はぶらじる（後のぶらじま太郎）で、アニメショップやレコード店などで無料配布された。レコードの特典に付いたこともある。
『バイファムニュース』は当初第10号で終了となるはずであったが、『バイファム』がテレビ放送終了後もOVAなどの展開があったため、第11号以降も引き続き発行された。その後、アニメ『機甲界ガリアン』の新譜情報なども載せていたが、次第に新譜情報は紙面のごく一部で、残りは編集長ぶらじるのよた話と読者投稿コーナーがメインとなる。
『バイファム』とは何の関係もない紙面となったため、1985年に紙名を『月刊ぶらじる』と改名。レコード会社の情報紙に編集長の名前が冠されるという異例の事態であった。アニメ『魔法のアイドルパステルユーミ』が始まった時は、紙名は『月刊ぶらじる』のまま、タイトルロゴだけ『パステルユーミEXPRESS』に変更する。
1986年ぶらじる続投で、紙名を『月刊カプセル』と改名。イメージカプセル・プロジェクトが発足した。マスコットキャラは、ミキちゃんとカプセルくん。

## 概要
イメージカプセル・シリーズでは、アニメよりも漫画のイメージアルバムをメインに発売した。先述の『バイファム』でカチュア役をやっていた笠原弘子（当時16歳）を「イメージカプセルのスーパープリンセス」と位置づけてプッシュした。
イメージアルバムは予算の関係もあり、脚本家やディレクターなどが声優をやったり、原作者に歌を歌わせるなどの企画も多かった。また、作品間でBGMを流用したり、アルバムのトラックでは主題歌やドラマの前に「序曲」が入る等、構成が似通っている。
入会金・会費ともに無料の「イメージカプセル会員」を募集した。これはアニメショップやレコード店など、店舗ごとの会員となっており、会員が自分の登録店舗で新譜を予約すると会員特典が付くという形態だった。会報の『月刊カプセル』もその登録店舗まで取りに行かなければならない。しかし、実際は会員証を見せなくても会員特典が手に入ったりと、ただの予約特典として運用していた店舗も少なくない。
『月刊カプセル』は編集長がぶらじるの時代はほぼ月刊で発行されていたが、後に編集長がとまとあきに代わり不定期刊行となる。立て直しを計って、1989年に紙名を『月刊ネオカプセル』に改名したが、やはり月刊で発行されることはなく、やがてプロジェクトも終了した。プロジェクト終了は、ワーナー・パイオニアがワーナー・ミュージック・ジャパンになり、会社の体制が変わった影響が大きいと思われる。
会員証は初期会員の赤い会員証と、ネオカプセル時代の青い会員証がある。

## 作品リスト
- シャンペン・シャワー
- エルフ17
- 究極超人あ〜る
- 優&魅衣
- 星の瞳のシルエット
- 機動警察パトレイバー - 初期OVA、及び劇場版1作目のみ（以降はバップにてリリース）
- 空色のメロディ
- 未来放浪ガルディーン
- 宇宙英雄物語 - 初期シリーズのみ
- アッセンブル・インサート

## アルバム発売歌手
- 笠原弘子
- 山本正之